# Alphitonia franguloides
Alphitonia franguloides är en brakvedsväxtart som beskrevs av Asa Gray. Alphitonia franguloides ingår i släktet Alphitonia och familjen brakvedsväxter. Inga underarter finns listade i Catalogue of Life.